# Морське повітря
Морське повітря — повітряні маси, що формуються над поверхнею моря. Вони характеризуються підвищеним вологовмістом і зменшеною річною амплітудою температури: взимку вони тепліші за континентальні повітряні маси, влітку — холодніші.